# Acromyrmex lobicornis
Acromyrmex lobicornis là một loài kiến ăn lá Tân Thế giới, trong họ Myrmicinae thuộc chi Acromyrmex. Loài này thuộc một trong hai chi kiến nấm thuộc tông Attini.

## Phụ loài
- Acromyrmex lobicornis cochlearis
- Acromyrmex lobicornis ferrugineus
- Acromyrmex lobicornis pencosensis
- Acromyrmex lobicornis pruinosior